# Padunia fasciata
Padunia fasciata là một loài Trichoptera trong họ Glossosomatidae. Chúng phân bố ở miền Cổ bắc.